# Lisa Resch
Pour les articles homonymes, voir Resch.
Lisa Resch, née le 4 octobre 1908 à Garmisch et morte le 31 janvier 1949, est une ancienne skieuse alpine allemande.

## Palmarès

### Jeux olympiques
| Épreuve / Édition              | Combiné |
| ------------------------------ | ------- |
| JO 1936 Garmisch-Partenkirchen | 6e      |

### Championnats du monde
| Épreuve / Édition               | Descente | Slalom | Combiné |
| ------------------------------- | -------- | ------ | ------- |
| Mondiaux 1932 Cortina d'Ampezzo | 14e      | 25e    | 23e     |
| Mondiaux 1934 Saint-Moritz      | Bronze   | Argent | Argent  |
| Mondiaux 1935 Mürren            | 8e       | 21e    | 12e     |
| Mondiaux 1937 Chamonix          | 9e       | Bronze | 6e      |
| Mondiaux 1938 Engelberg         | Or       | 4e     | Argent  |
| Mondiaux 1939 Zakopane          | Argent   | 4e     | Bronze  |